# Kathleen Kennedyová
Kathleen Kennedyová, nepřechýleně Kathleen Kennedy, CBE (* 5. června 1953 Berkeley) je americká filmová producentka a prezidentka produkční společnosti Lucasfilm, jež vlastní práva na populární multimediální franšízy Star Wars a Indiana Jones.
Roku 1981 založila se Stevenem Spielbergem a svým budoucím manželem Frankem Marshallem produkční společnost Amblin Entertainment. Jejím prvním produkovaným filmem se stalo Spielbergovo sci-fi E.T.–Mimozemšťan (1982). Od té doby se podílela na mnoha úspěšných projektech zejména tohoto režiséra včetně Jurského parku či Schindlerova seznamu.
Obdržela celkem osm nominací na cenu Akademie za Nejlepší film v roli producentky.
Roku 1987 se provdala za amerického filmového producenta a režiséra Franka Marshalla, s nímž vychovala dvě dcery. Produkovala některé jeho režijní počiny, například Arachnofobii, Přežít či Kongo. Se svým choťem obdržela roku 2019 Pamětní cenu Irvinga G. Thalberga.